# Jules Baretta

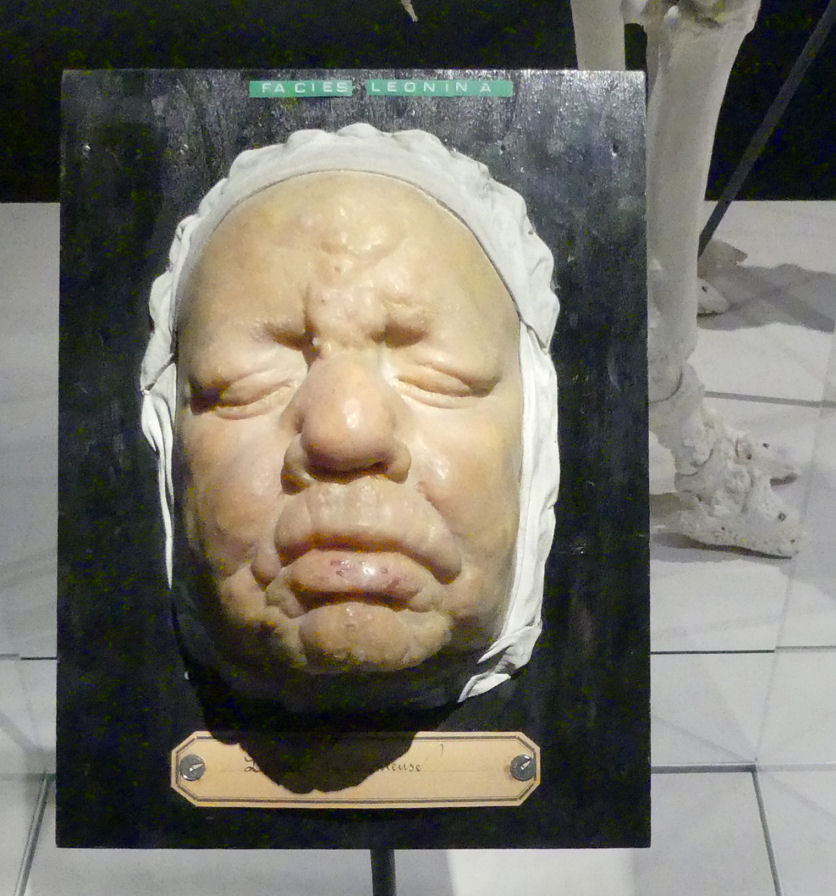
Afgietsel van een aangezicht met lepra, verzameling Universiteit Gent.

Jules Pierre François Baretta (Elsene, 27 januari 1834 – 1923) was ambachtelijk kunstenaar van Belgische afkomst die werkte in Parijs. Baretta was de zoon van een goudsmid, en de broer van Louis Baretta, een portretschilder uit Elsene.

## beeldhouwer
Baretta maakte onder andere fruitmodellen in was en papier-maché). Zijn kunstig uitgevoerde polychrome anatomische modellen in was spreken nog steeds tot de verbeelding. Ze werden, behalve in wetenschappelijke collecties, ook tentoongesteld op kermissen en in circussen. Ze informeerden daar betalende bezoekers over de gevolgen van 'risicovolle seksuele of sociale praktijken'. 

In Parijs is een verzameling bewaard gebleven van ruim 4800 wasmodellen met beeltenissen van huid- en geslachtsziekten. Deze werden door wetenschappers gebruikt als educatief materiaal. Het gaat onder andere om uitbeeldingen van herpes, acne, elefantiasis, rachitis en syfilis.
Hij nam deel aan de Antwerpse Wereldtentoonstelling van 1885 (Klasse IX - N°223) met 2000 modellen "Anatomie en pâte plastique", waarmee hij verschillende prijzen won.
Baretta is begraven op het kerkhof van Pere Lachaise.

## Eretekens
- 1878: Gouden medaille; Wereldtentoonstelling, Parijs.
- 1878: Academische palmen
- Ridder van het Legion d'Honneur.[2]

## Verzamelingen
- In de verzameling van de Universiteit Gent wordt een dertigtal modellen bewaard van verschillende huidziekten.[6]
- Musée des moulages, Parijs